# 波特蘭 (俄勒岡州)
波特蘭（英語：Portland），華文早期又譯作砵崙:85，是一座位於美國西北部的城市，地理位置在俄勒冈州威拉米特河汇入哥伦比亚河的入河口以南不远的地方。城市面积为145平方英里（380平方公里）。截至2016年，城市的人口估計為639,863人，是全美國人口第26多的城市。波特蘭是奧勒岡州人口最多的城市，也是太平洋西北地区人口第三多的城市，僅次於华盛顿州的西雅圖和加拿大的溫哥華。整个波特蘭都會區的人口估计为2,424,955人，是全美第25大都市统计区。奧勒岡州大约60%的人口居住在大波特兰地区。

## 名稱
波特蘭的别称是“玫瑰之城”（这个名字最早出自1905年的路易斯和克拉克远征百年纪念博览会），这是因为波特蘭的气候特别适宜于种植玫瑰，市内有许多玫瑰园，比如波特兰华盛顿公园里的国际玫瑰试验园。波特蘭还有许多其他昵称，比如由于当年城市建设速度较快，砍伐树木剩下的树桩来不及被清理，城市周边布满树桩而被称为“树桩城”；由于河流和桥梁较多而被称为“桥城”、“河城”等等，並獲評選為全美最適合育嬰的城市。

## 历史
波特蘭最初只是位于奧勒岡市和温哥華堡之间的一个小港。1843年威廉·奥维顿认识到这块地方的经济价值，但他没有资金来买下这块地方。因此他与他的来自波士顿的伙伴以每公顷25分的价格合伙购买了这块共2.6平方公里的土地。
奥维顿对砍树造路的事情大伤脑筋，因此将他的地盘的一半又卖给了一个来自缅因州波特蘭的人。在决定这个地方的名字的时候缅因波特兰的人和波士顿的人都想以自己的家乡来命名这个新的城市，于是两人掷币来做决定，结果来自波特兰的人赢了，这座新城就被命名为波特兰。時至今日，波特蘭發展也已遠遠超過名稱由來的缅因州波特蘭。
一开始波特蘭处于威拉麦狄河上游19公里处的奧勒岡市的陰影之中，但是波特蘭的地势非常好，位于威拉河口不远，给予它一个关键的优点。比起奧勒岡州其他城市来它的优势也不可低估。1850年波特蘭约有800名居民、一个蒸汽锯、一个木结构的旅店和一份报纸。當1851年建城時候，就有華人移民生活在此。在1869年當地就有500名華人居民。
19世纪大多数时间裡波特蘭是美國西北部太平洋地区最大的港口，直到1890年代铁路延伸到西雅圖深水港时它才失去了这个地位。到1905年波特蘭舉辦了一個大型的商業活動後，隨即吸引不少州外投資者，市內在1900至1906年的人口增長一倍有多，令到波特蘭變得興旺。
如同其他美国西岸港口城市，波特蘭過去也经常发生有人被劫被迫充当海员的事。城市地下的地道本来是为了合法事物建造的，但却被劫掠者用来绑架人。绑架者使用活门来绑架受害者，将他们关在地道里，等船准备出海时将他们送到船上。从1850年到1941年波特蘭因此臭名昭著。今天游客可以参观这些地道。

## 地理和气候
波特蘭的地理位置为北纬45°31′12″，西经122°40′55″。
根据美国人口调查局的数据，波特蘭的总面积为376.5平方公里，其中陆面347.9平方公里，水面28.6平方公里，也就是说，水面占总面积的7.6%。波特蘭的大部分地区位于默尔特诺马郡内，少部分地区位于克拉克马斯郡和华盛顿郡，2005年中在这两个郡的人口数分别为785人和1455人。
波特蘭都市位于威拉麦狄谷和5号州际高速公路两旁，谷的南部城镇点缀于农庄之间，越向北人口密度越高。5号州际高速公路纵贯整个威拉麦狄谷。许多公共汽车每天运行于5号州际高速公路上。
波特蘭位于已经熄灭的上新世-更新世火山堆上。在波特蘭附近就有32个过去的火山口。
波特蘭的气候温和，季节分明，降雨集中于冬季，有可测量的降水日数年均有155天。波特蘭的气候有地中海式氣候的特点，冬天温暖潮湿，夏天炎热干燥。夏季（六月至九月）是波特蘭最干燥的季节，只占全年12%的降水，有时一整月不会出现可测量的降雨。十一月至四月是雨季，这段时间内錄得的雨量平均佔全年總雨量72%。
冬季冷凉，潮湿，日照少，日最高气温低于0 °C（32 °F）的平均日数为1.6天，日最低气温低于0 °C（32 °F）的平均日数为32天，低于−5 °C（23 °F）的有2.4天；夏季相对炎热潮湿，日最高气温超过30 °C（86 °F）的日数年均有29天，35 °C（95 °F）的有5.2天。最冷月（12月）均温5.3 °C（41.6 °F），极端最低气温−19 °C（−3 °F）（1950年2月2日）。最热月（8月）均温21.4 °C（70.6 °F），极端最高气温47 °C（116 °F）（2021年6月28日）。无霜期平均为242天（3月18日至11月16日）。年均降水量约938（36.91英寸），年极端最少降水量为571（22.48英寸）（1985年），最多为1,605（63.20英寸）（1996年）。年均降雪量为8.6（3.4英寸），但许多冬季的积累降雪量微少以致难以测量；1892–93年的降雪量最多，积累降雪量为155（60.9英寸）。
| 奧勒岡州波特兰国际机场（1991–2020年正常值，1940年至今极端数据）                                                                                              | 奧勒岡州波特兰国际机场（1991–2020年正常值，1940年至今极端数据） | 奧勒岡州波特兰国际机场（1991–2020年正常值，1940年至今极端数据） | 奧勒岡州波特兰国际机场（1991–2020年正常值，1940年至今极端数据） | 奧勒岡州波特兰国际机场（1991–2020年正常值，1940年至今极端数据） | 奧勒岡州波特兰国际机场（1991–2020年正常值，1940年至今极端数据） | 奧勒岡州波特兰国际机场（1991–2020年正常值，1940年至今极端数据） | 奧勒岡州波特兰国际机场（1991–2020年正常值，1940年至今极端数据） | 奧勒岡州波特兰国际机场（1991–2020年正常值，1940年至今极端数据） | 奧勒岡州波特兰国际机场（1991–2020年正常值，1940年至今极端数据） | 奧勒岡州波特兰国际机场（1991–2020年正常值，1940年至今极端数据） | 奧勒岡州波特兰国际机场（1991–2020年正常值，1940年至今极端数据） | 奧勒岡州波特兰国际机场（1991–2020年正常值，1940年至今极端数据） | 奧勒岡州波特兰国际机场（1991–2020年正常值，1940年至今极端数据） |
| 月份 | 1月                                                             | 2月                                                             | 3月                                                             | 4月                                                             | 5月                                                             | 6月                                                             | 7月                                                             | 8月                                                             | 9月                                                             | 10月                                                            | 11月                                                            | 12月                                                            | 全年                                                            |
| --- | --------------------------------------------------------------- | --------------------------------------------------------------- | --------------------------------------------------------------- | --------------------------------------------------------------- | --------------------------------------------------------------- | --------------------------------------------------------------- | --------------------------------------------------------------- | --------------------------------------------------------------- | --------------------------------------------------------------- | --------------------------------------------------------------- | --------------------------------------------------------------- | --------------------------------------------------------------- | --------------------------------------------------------------- |
| 历史最高温 °C（°F） | 19 (66)                                                         | 22 (71)                                                         | 27 (80)                                                         | 32 (90)                                                         | 38 (100)                                                        | 47 (116)                                                        | 42 (107)                                                        | 42 (108)                                                        | 41 (105)                                                        | 33 (92)                                                         | 23 (73)                                                         | 19 (67)                                                         | 47 (116)                                                        |
| 平均最高温 °C（°F） | 14.5 (58.1)                                                     | 15.6 (60.1)                                                     | 20.9 (69.6)                                                     | 25.8 (78.4)                                                     | 30.5 (86.9)                                                     | 33.2 (91.7)                                                     | 35.9 (96.6)                                                     | 35.9 (96.7)                                                     | 32.9 (91.2)                                                     | 25.3 (77.6)                                                     | 17.7 (63.8)                                                     | 14.6 (58.3)                                                     | 37.7 (99.9)                                                     |
| 平均高温 °C（°F） | 8.6 (47.5)                                                      | 10.8 (51.5)                                                     | 13.8 (56.8)                                                     | 16.7 (62.0)                                                     | 20.7 (69.3)                                                     | 23.5 (74.3)                                                     | 27.7 (81.9)                                                     | 27.9 (82.3)                                                     | 24.8 (76.7)                                                     | 18.0 (64.4)                                                     | 11.9 (53.5)                                                     | 8.3 (46.9)                                                      | 17.7 (63.9)                                                     |
| 平均低温 °C（°F） | 2.3 (36.2)                                                      | 2.7 (36.8)                                                      | 4.3 (39.7)                                                      | 6.5 (43.7)                                                      | 9.7 (49.4)                                                      | 12.3 (54.1)                                                     | 14.7 (58.5)                                                     | 14.9 (58.9)                                                     | 12.3 (54.1)                                                     | 8.2 (46.7)                                                      | 4.8 (40.6)                                                      | 2.3 (36.2)                                                      | 7.9 (46.2)                                                      |
| 平均最低温 °C（°F） | −3.8 (25.1)                                                     | −3.4 (25.9)                                                     | −0.9 (30.4)                                                     | 1.6 (34.8)                                                      | 4.7 (40.5)                                                      | 8.5 (47.3)                                                      | 11.3 (52.3)                                                     | 11.0 (51.8)                                                     | 7.6 (45.7)                                                      | 2.2 (36.0)                                                      | −1.6 (29.2)                                                     | −3.9 (24.9)                                                     | −6.2 (20.8)                                                     |
| 历史最低温 °C（°F） | −19 (−2)                                                        | −19 (−3)                                                        | −7 (19)                                                         | −2 (29)                                                         | −2 (29)                                                         | 4 (39)                                                          | 6 (43)                                                          | 7 (44)                                                          | 1 (34)                                                          | −3 (26)                                                         | −11 (13)                                                        | −14 (6)                                                         | −19 (−3)                                                        |
| 平均降水量 mm（） | 128 (5.03)                                                      | 93 (3.68)                                                       | 101 (3.97)                                                      | 73 (2.89)                                                       | 64 (2.51)                                                       | 41 (1.63)                                                       | 13 (0.50)                                                       | 14 (0.54)                                                       | 39 (1.52)                                                       | 87 (3.42)                                                       | 138 (5.45)                                                      | 147 (5.77)                                                      | 938 (36.91)                                                     |
| 平均降雪量 cm（） | 2.5 (1.0)                                                       | 2.3 (0.9)                                                       | 0.25 (0.1)                                                      | 0.0 (0.0)                                                       | 0.0 (0.0)                                                       | 0.0 (0.0)                                                       | 0.0 (0.0)                                                       | 0.0 (0.0)                                                       | 0.0 (0.0)                                                       | 0.0 (0.0)                                                       | 0.0 (0.0)                                                       | 3.6 (1.4)                                                       | 8.6 (3.4)                                                       |
| 平均降水天数（≥ 0.01 in） | 18.6                                                            | 15.6                                                            | 17.8                                                            | 17.2                                                            | 13.0                                                            | 9.1                                                             | 3.6                                                             | 3.6                                                             | 6.6                                                             | 13.5                                                            | 18.3                                                            | 19.2                                                            | 156.1                                                           |
| 平均降雪天数（≥ 0.1 in） | 0.8                                                             | 0.6                                                             | 0.3                                                             | 0.0                                                             | 0.0                                                             | 0.0                                                             | 0.0                                                             | 0.0                                                             | 0.0                                                             | 0.0                                                             | 0.1                                                             | 0.8                                                             | 2.6                                                             |
| 平均相對濕度（％） | 81                                                              | 78                                                              | 75                                                              | 73                                                              | 70                                                              | 67                                                              | 64                                                              | 65                                                              | 69                                                              | 78                                                              | 82                                                              | 83                                                              | 74                                                              |
| 月均日照時數 | 85.6                                                            | 116.4                                                           | 191.1                                                           | 221.1                                                           | 276.1                                                           | 290.2                                                           | 331.9                                                           | 298.1                                                           | 235.7                                                           | 151.7                                                           | 79.3                                                            | 63.7                                                            | 2,340.9                                                         |
| 可照百分比 | 30                                                              | 40                                                              | 52                                                              | 54                                                              | 60                                                              | 62                                                              | 70                                                              | 68                                                              | 63                                                              | 45                                                              | 28                                                              | 23                                                              | 52                                                              |
| 来源：NOAA（1981–2010年相对湿度；1961–1990年日照） 波特兰国际交换站1940年10月13日起在波特兰国际机场（PDX）。1996年1月起，降雪记录在波特兰天气预报所（WFO）。 |                                                                 |                                                                 |                                                                 |                                                                 |                                                                 |                                                                 |                                                                 |                                                                 |                                                                 |                                                                 |                                                                 |                                                                 |                                                                 |

## 城市和地区
波特蘭的土地使用規劃政策，经常成為現今城市規劃界的典范。早在1973年，奧勒岡州訂定「城市增长边界」（UGB），該法規規定州內的所有城市皆須劃設邊界来遏止無限制的城市蔓延，保护州內的傳統农田與自然景觀。在當時，美國的多數城市發展仍主張向外擴張，沿著州际高速公路發展、開拓郊區與建立衛星城鎮。
有些城市规划者和不动产投资者反对城市发展边界，认为这会导致生活费用的提高。但是波特蘭的生活费用依然比加利福尼亚和华盛顿州的大多数都市地区低。而且由于波特蘭的城市地区非常紧凑，给市民增添了许多优点，比如与其他类似大的城市相比公共交通的效率高，总的来说交通比较少。1958年通过市民投票建立的波特蘭发展委员会监督城市更新，为城市提供居住和经济发展计划。
城市居民比较密集的地区有点不对称，原因是西边受到山丘的阻挡，而东部的平原则伸展出很长，一直到格雷欣。再向东是默尔特诺马郡的农田了。
波特蘭市中心和一些其他内部市区建筑密集，街道狭窄。平行的街道之间的距离为60米（相比之下西雅图为70至100米，曼哈顿的东西走向的街道之间的距离为180至240米）。大多数街道为20米宽。对于步行人来说这个格局更加好。

### 五个区
1931年9月2日波特蘭调整其街道的号码后分了五个区：西南、东南、西北、北和东北区。是南北的分界，威拉麦狄河是东西的分界。以北威拉麦狄河向西转，这里被用来作为东西分界。这条街与威拉麦狄河之间的市区就是北区。
市中心以南威拉麦狄河向东转，在和威拉麦狄河之间波特蘭还有一个无名的第六个区，这里的街道号码的前面有一个0来表示负数。

#### 西北区

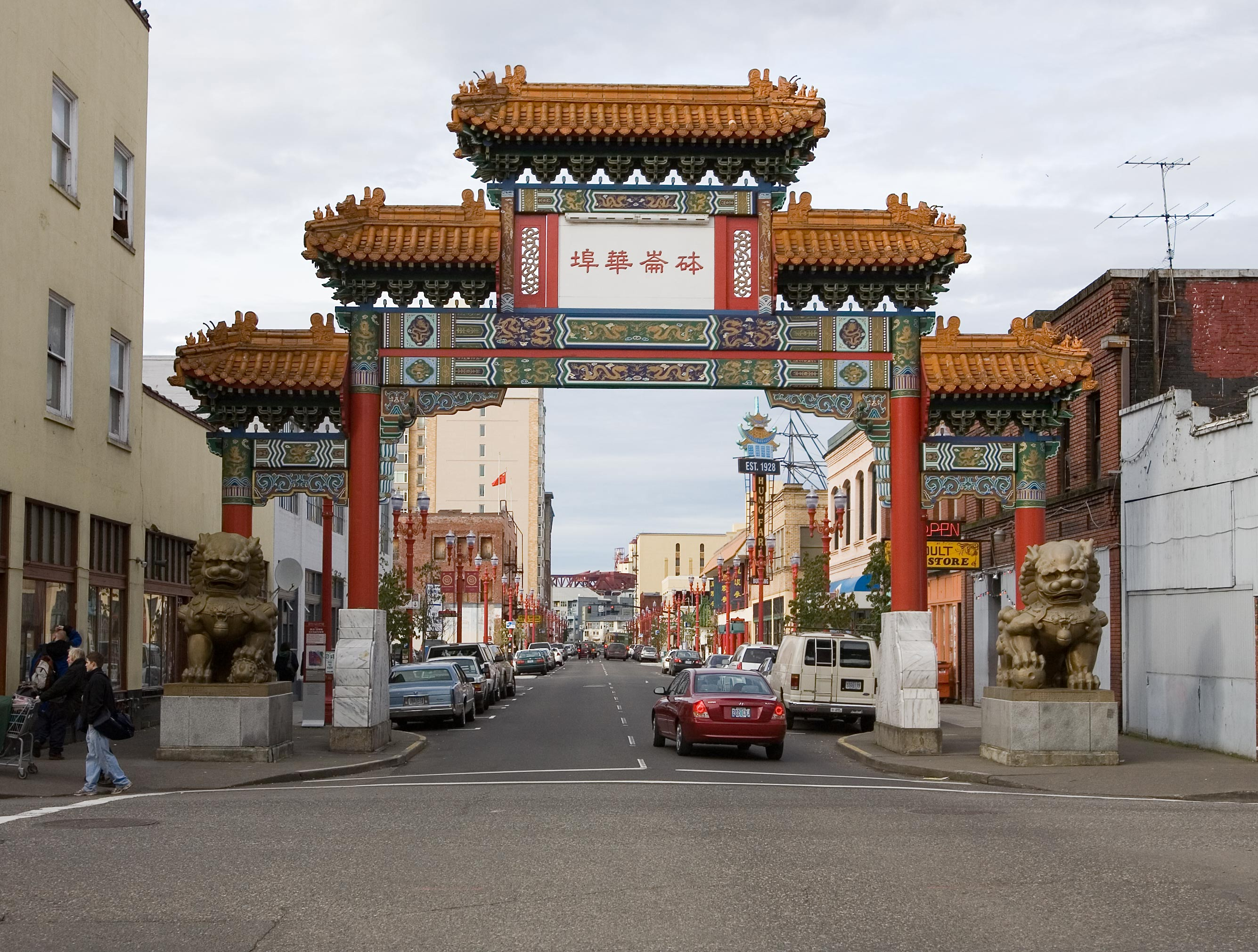
華埠牌坊

西北区包括被称为珍珠区的地区，这是一个比较新的名称，过去这里是旧的仓库。从1980年代开始许多这些仓库被改建为表演厅、俱乐部、舞厅等设施，一些大商场也在这里立足。随着这些设施的增加它们也吸引了许多餐馆、酒店、商店和艺术商。一些一开始进入这个区的设施由于当地地价和房租的升高又不得不迁走了。
珍珠区和威拉麦狄河之间是波特蘭老的中国城。在1900年的華埠是位於Burnside 街至Jefferson街的一段第二街，這裡是當時市內最大的一個外國人聚居地，更是全美第二大的唐人街。它的入口由两个石狮子标志。第二次世界大战前这里还有过一个日本城。
向西西北第21和第23号大街之间是一个居民和商业区，一般来说波特蘭人说到西北区的时候实际上是指这个区。这里的建筑是维多利亚时期的建筑与20世纪各个时期的建筑的混合。此外还有一些商业中心。这里与市中心有有轨电车相连。《辛普森一家》中的一些人物是按照这个区里有名字的街道命名的。
再向西北是波特蘭的西部山区，包括其森林公园。

#### 西南区
西部山区的另一部分在西南区，这里有华盛顿公园（这里有美国最深的地铁车站）、奧勒岡动物园、霍伊特植物园、国际玫瑰检验园、波特蘭日本花园、美丽的步行路和越战老兵纪念碑等。在1960年代和70年代西山的公园扩展了许多。
西南区里有：
- 波特蘭的市中心
- 波特蘭州立大学、奧勒岡醫科大學和刘易斯和克拉克学院的校园
- 带有特色的居民区
- 一些郊区地区
- 南威拉麦狄河畔
- 波特蘭的同性恋区

波特蘭的市中心呈棋格状，与威拉麦狄河垂直的街道有街名，平行的街道带号码。西南区其他地区的重要街道随区内山的走向，而不按照棋格的方向。

#### 东北区
东北区包括一些很不同的居民区，即有波特蘭最老和最昂贵的居民区，也有工人阶层的居民区。由于这个区很大，它可以粗地按照其种族、文化和地理分为内部区和外部区。内部区以非裔美国人为主，类似其他美国大城市的内城区。这里还有一些商业区。
东北区的心脏是玫瑰区，这个区的名字来自于篮球队波特兰开拓者的基地玫瑰园体育场。这个区还是波特蘭其他重要球队的基地。

#### 东南区
东南区的居民本来主要是蓝领阶层，但后来变成混合的了。许多亚文化如嬉皮士等在这里居住。外层主要是劳工阶层以及从东欧和东南亚来的移民。
东南区里还有美国唯一的一座位于一个市区内的死火山口。它是华纳太平洋学院的校园。

#### 北区
波特蘭北区与那个无名的区一样不是正式的区，但是这个地区从地理位置上来看与西北区分隔很大，因此出了这么个俗称。波特蘭大学座落在此區中。
第二次世界大战中在这个区的北部到哥伦比亚河之间又建立了一个新的居民区，这个居民区居然扩展为奧勒岡第二大城市，但是1948年的一场水灾将它摧毁了。

## 居民和文化

### 人口
| 调查年                          | 人口    | 备注   | %±     |
| ------------------------------- | ------- | ------ | ------ |
| 1860                            | 2,874   |        | —      |
| 1870                            | 8,293   |        | 188.6% |
| 1880                            | 17,577  |        | 111.9% |
| 1890                            | 46,385  |        | 163.9% |
| 1900                            | 90,426  |        | 94.9%  |
| 1910                            | 207,214 |        | 129.2% |
| 1920                            | 258,288 |        | 24.6%  |
| 1930                            | 301,815 |        | 16.9%  |
| 1940                            | 305,394 |        | 1.2%   |
| 1950                            | 373,628 |        | 22.3%  |
| 1960                            | 372,676 |        | −0.3%  |
| 1970                            | 382,619 |        | 2.7%   |
| 1980                            | 366,383 |        | −4.2%  |
| 1990                            | 437,319 |        | 19.4%  |
| 2000                            | 529,121 |        | 21.0%  |
| 2010                            | 583,776 |        | 10.3%  |
| 2020                            | 652,503 |        | 11.8%  |
| 2021年估计                      | 641,162 | [ 17 ] | −1.7%  |
| U.S. Decennial Census 2010–2020 |         |        |        |

| 种族构成                            | 2020  | 2010  | 1990  | 1970  | 1940  |
| ----------------------------------- | ----- | ----- | ----- | ----- | ----- |
| 白人                                | 68.8% | 76.1% | 84.6% | 92.2% | 98.1% |
| 拉丁裔美国人 (包含任何族裔的拉丁裔) | 10.3% | 9.4%  | 3.2%  | 1.7%  | —     |
| 亚裔美国人                          | 8.2%  | 7.1%  | 5.3%  | 1.3%  | 1.2%  |
| 混血人种                            | 8.0%  | 4.7%  | —     | —     | —     |
| 非裔美国人                          | 5.8%  | 6.3%  | 7.7%  | 5.6%  | 0.6%  |
| 美洲原住民 和 阿拉斯加原住民        | 0.9%  | 1.0%  | —     | —     | —     |
| 夏威夷原住民 和 太平洋岛原住民      | 0.5%  | 0.5%  | —     | —     | —     |

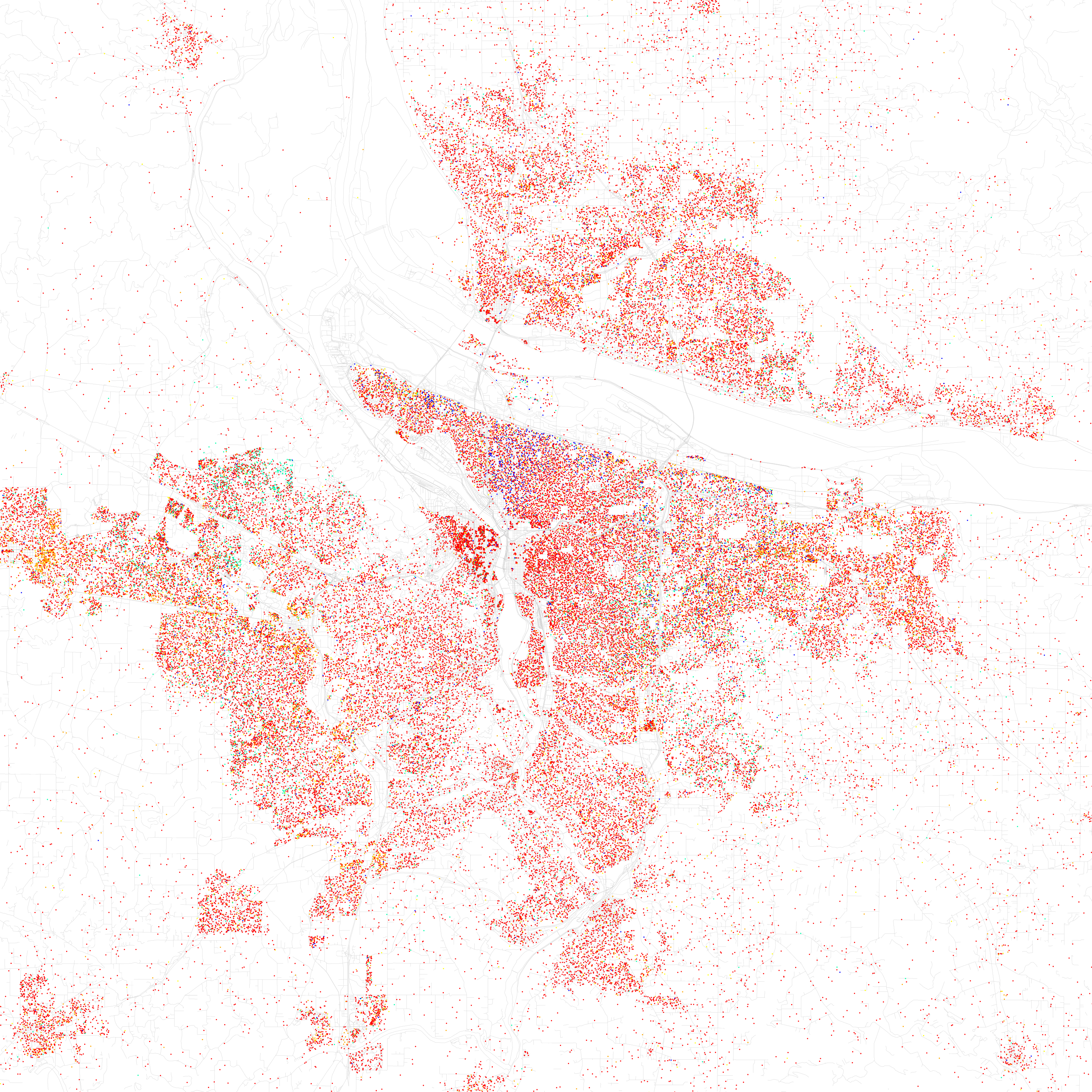
波特兰种族地图, 使用2010人口普查数据。每个点代表25人:
白人
黑人
亚裔
拉丁裔/西语裔
其他

2000年的人口统计显示波特蘭有529,121名居民，分为223,737个家庭住户和118,356个独身居民，人口密度为1,521人/平方公里。市内77.91%的人是白人，6.64%的人是非裔美国人，1.06%的人是美洲土著人，6.33%的人是亚裔美国人，0.38%的人来自太平洋岛屿，3.55%的人是其他人种，4.15%的人是混血儿。6.81%的人是西班牙和拉丁美洲后裔。
24.5%的住户有18岁以下的未成年人，38.1%的住户是结婚夫妇，10.8%的住户是带孩子的单身妇女，47.1%的住户不是家庭。34.6%的住户是单身汉，9%的住户中有65岁以上的老人。平均住户有2.3人，平均家庭有3人。
21.1%的人小于18岁，10.3%的人在18岁到24岁之间，34.7%的人在25岁到44岁之间，22.4%的人在45岁到64岁之间，11.6%的人年长于65岁，平均年龄为35岁。性别比中女比男为100：97.8，18岁以上的成年人中的性别比为女比男100：95.9。
独身住户的平均年收入为40,146美元，家庭的平均年收入为50,271。男子的平均年收入为35,279美元，女子为29,344美元。人平均年收入为22,643美元。13.1%的人口和8.5%的家庭生活在贫困线下。15.7%的未成年人和10.4%的老人生活在贫困线以下。奧勒岡州的所得税为9%。
近些年，波特蘭的种族多样化不断加强。近年来更多的年轻人进入城市，而白人家庭则移居郊区。新移民中60%不是白人。
但是虽然城市的总居民数在增长，未成年人的数目却在降低，这迫使公立学校关闭。据《纽约时报》报道今天市内的学生比1925年还要少，因此在将来十年内波特蘭将不得不每年关闭三到四座小学。
波特蘭的公费学校中的种族比例并不均衡。有三所中学中的学生中白人超过70%，而一所中学中非白人超过85%。另外三所中学的比例极表均匀。（页面存档备份，存于）
这个不均匀源于波特蘭的人口历史。第二次世界大战前波特蘭非白人很少。1940年波特蘭只有约2000名非裔美国人，而且这些人大多数是铁路工人及其家属。二戰期間为了建造大量“自由轮”需要工人吸引了许多黑人来到波特蘭。但由于当时的房地产中种族歧视传统严重，新到的黑人大多住在自己的区内，尤其是北区以北的新区里。战后这个新区被毁同时也摧毁了唯一的一个混合区，而东北区的黑人集中区则依然存在。

### 媒体
波特蘭最重要的日报是《奧勒岡人报》。《威拉米特周报》是都市地区最重要的周报。此外还有其他周报、双周刊和月刊，以及经济和艺术杂志。
波特蘭都會區可接收到多家電視台和電台。整个都市地区是美国第23大的电视和广播市场，占全美国市场的0.992%。

### 公园和名胜
波特蘭以其公园和被保护的空地而自豪。事实上它拥有美国最高的人均公园数。波特蘭公园设计和建设的历史可以追溯到20世纪初。1995年波特蘭公民同意都市地区建立基金来购买有价值的自然场地。十年中依靠这个基金一共购买了8200公顷生态学上有价值的自然地区加以永久保护。
公园位于一座死火山上，使得波特蘭成为美国仅有的两座市区内有死火山的城市之一。
森林公园是美国市区内最大的野生公园，面积5000公顷。波特蘭还有世界上最小的公园，面积仅0.3平方米。华盛顿公园就在市中心以西，其中有奧勒岡动物园、日本花园和国际玫瑰检验园。
威拉麦狄河西岸市中心地带也是公园，此外市中心还有两个公园。
奧勒岡科学与工业博物馆位于威拉麦狄河东岸，与市中心相对。里面有物理、生物、地球、技术和天文学的展出以及少儿教育。
波特蘭还有一座经典中国花园，按照苏州园林建造，聘请苏州艺匠建成。
在波特蘭唯一的州立公园里还有虹鳟鱼活动。这里吸引了一些生态主义者生活。
波特蘭大厦前的塑像是美国第二大的铸铜塑像。
比佛利·克利瑞雕像院中有许多比佛利·克利瑞笔下的人物的铜像、引言等。
市内还有三台蒸汽机车。

### 啤酒
波特蘭与其他奧勒岡城市一样以其啤酒著称。有人说波特蘭是“微型啤酒厂”的发起地。波特蘭啤酒业发达的原因在于1980年代奧勒岡修改法律，允许啤酒厂直接向顾客卖酒，由此在城内出现了许多微型啤酒厂和酒吧。今天市内有33家啤酒厂，是世界上拥有啤酒厂数目最多的城市，因为其数目比德国科隆还要多，因此有人称波特蘭为“世界啤酒都”。
波特蘭还有数个啤酒节，包括每年七月举行奧勒岡啤酒节。这是北美洲最大的独立啤酒厂庆祝。

### 体育

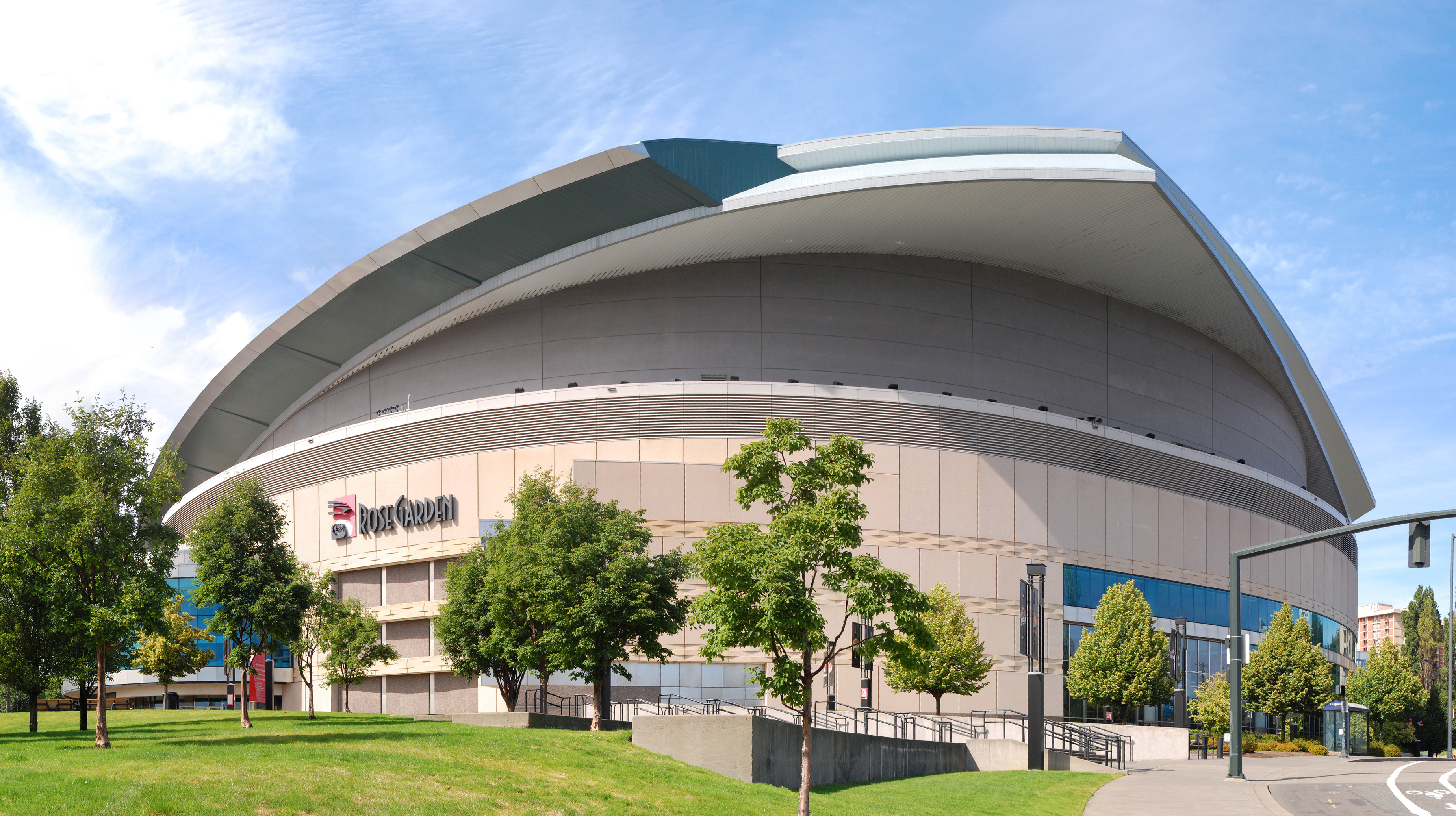
拓荒者隊的主場－玫瑰園體育館

波特蘭拓荒者於NBA作賽，目前是區内唯一一支参加全國性联赛的隊伍。1977年这个队唯一一次夺冠。而美國職業足球大聯盟將於2011年增設一支波特蘭隊，該隊是目前於USL作賽的波特蘭木材隊的延續。此外波特蘭还有许多参加次级联赛的各种球队。波特蘭也试图吸引参加国家级联赛的棒球队。
波特蘭地區的居民很喜欢滑雪。附近有多个滑雪场，其中一个终年可用。北美仅有的另一个夏季可以使用的滑雪场在加拿大的不列颠哥伦比亚。
另外，波特兰还是世界著名运动品牌耐克的公司以及半导体设备商Lam Research总部所在地。

## 政府
波特蘭政府的最高长官是一名市长、四名市委员和一名審計員，所有六人均由市民选举而出，任期4年。市议会由市长和市委员组成。審計員在市议会上没有投票权，也不允许直接管理市政，但是他有监督、平衡市政府事务和检查公共资源的使用的权利。此外審計員向市议会成员提供信息，向公众报告市政府的政策。
波特蘭及其都市地区还受地区政府管理，这个地区政府是美国唯一的一个直接选举的地区性政府，它有管理土地利用、计划交通、垃圾处理和绘制地图等权利。地区政府亦擁有波特蘭的一些设施如奧勒岡动物园等。

## 经济
波特兰的地理位置有利于多个行业。相对较低的能源成本，可获得的资源，南北和东西的州际公路，国际航空枢纽，大型海运设施，以及西海岸的洲际铁路都是经济优势。
该市的海运码头每年处理超过1300万吨货物，港口是全国最大的商业干船坞之一。波特兰港是美国西海岸第三大出口吨位港，在其上游约80英里（130）处，是最大的淡水港。
波特兰的钢铁工业的历史早在第二次世界大战之前。到20世纪50年代，钢铁行业成为该市就业人数最多的行业。该地区的钢铁业蓬勃发展，著名钢铁公司施尼策钢铁工业(Schnitzer steel Industries)在2003年向亚洲运送了创纪录的11.5亿吨废金属。其他重工业公司包括ESCO公司和奧勒岡钢铁厂。
科技是城市经济的重要组成部分，市内现有1200多家科技公司。美国科技公司的高密度使得硅林一词被用来形容波特兰地区，指的是该地区科技公司如同树林里的树木，和加州北部的硅谷相对应。该地区还为软件公司和在线创业公司提供设施，其中一些得到了当地种子基金组织和企业孵化器的支持。计算机部件制造商英特尔公司是波特兰地区最大的雇主，为15,000多人提供了就业机会，在波特兰中部西部的希尔斯伯勒市有几个园区。

## 教育

### 公共教育
波特兰公立学校有公共学校。 波特蘭有约100所公费学校，加上50所特殊学校，其学生总数约爲5.3万，波特蘭90%的学龄儿童在这些学校上学，与其他美国都市地区相比是比例比较高的。不过入学数却在不断减小，因此公费学校面临经费的压力。在波特蘭的公费学校中林肯高等学校建校于1869年，是密西西比河以西最老的公费学校。波特蘭都市地区还有一些私立学校。

### 高等院校和大学
波特蘭州立大學共有本科学生和硕士生约2.4万人，其主校园位于市中心南角，提供艺术、经济、工程、计算机、科学、表演、社会科学和城市建设等硕士学位，其博士学位包括生物、工程、电子和计算机工程、计算机科学、环境科学、公共管理、城市研究、社会科学、系统科学和教育等。本科学业比较死板，没有高级学术的灵活性和多样性。
奧勒岡健康和科学大学包括一个大的医学院和数个大的研究部门。
社区学院有：
- 波特兰社区学院
- 胡德山社区学院（Mount Hood Community College）
- 克拉卡马斯社区学院
- 克拉克學院

私立学院有：
- 卡斯凯德学院
- 卡普斯顿学院（Capstone English Mastery Center）
- 肯考迪亚大学
- 乔治·福克斯大学
- 刘易斯和克拉克学院
- 林菲爾德學院
- 玛丽赫斯特大学
- 太平洋大學
- 里德学院
- 波特兰大学
- 华纳太平洋学院
- 威拉姆特大学

### 医学院
奧勒岡醫科大學是一間大型的医学院和研究大学，其主校园位于市中心以南，它还包括数个附属医院。
其他医学院包括：
- 奧勒岡东方医学医学院（Oregon College of Oriental Medicine）
- 国立自然疗法医学院
- 西部各州按摩学院

### 法学院
- 刘易斯和克拉克法学院

### 艺术和食品学校
- 波特兰艺术学院（營利學校，2018年關閉[31]）
- 太平洋西北艺术学院
- 奧勒岡雕塑和艺术学院（Oregon College of Art and Craft）
- 西部廚藝學院（Western Culinary Institute）

## 交通

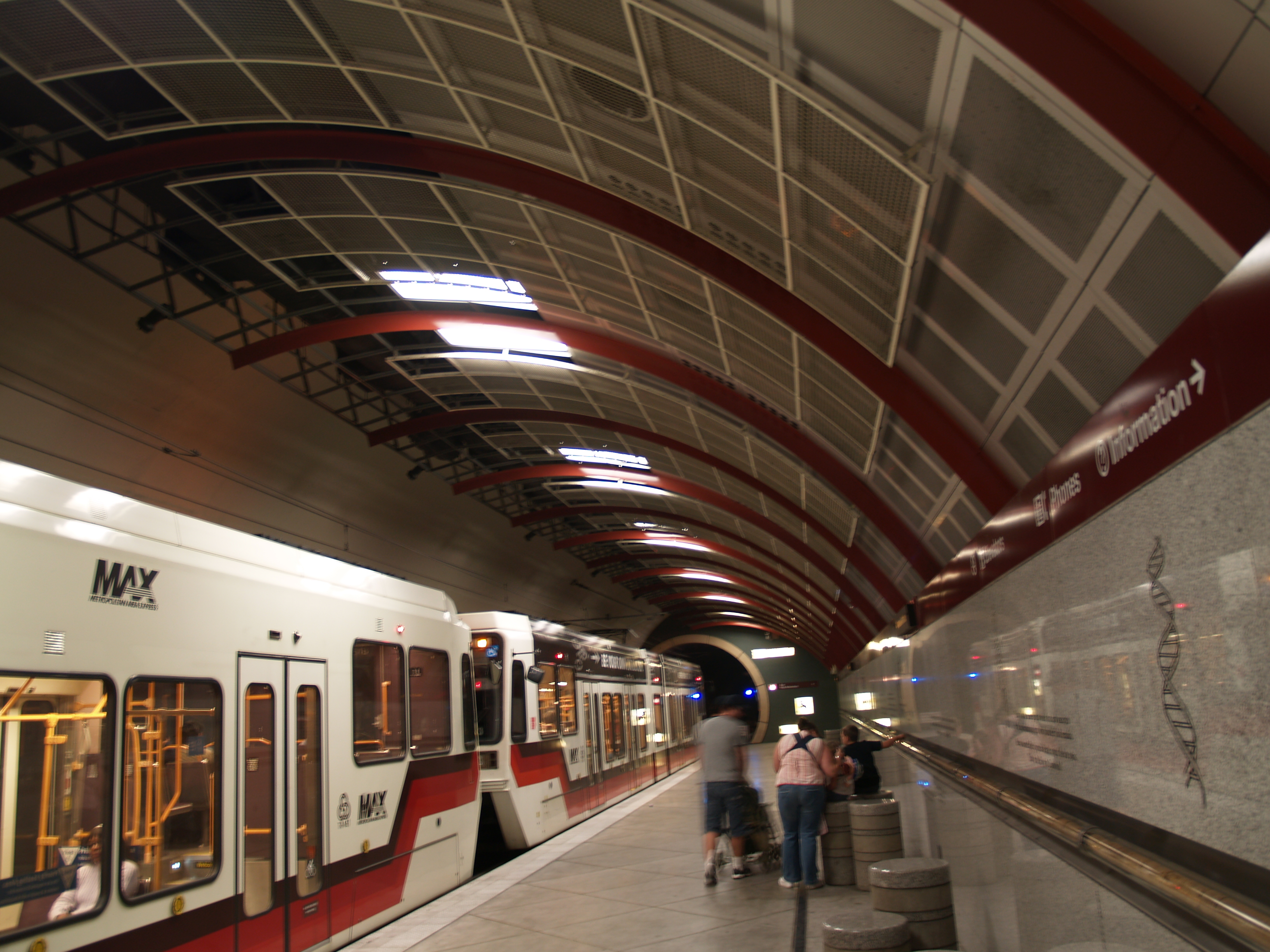
波特蘭輕軌於奧勒岡動物園的地底車站

波特蘭都市地区的交通服务与美国其他大城市差不多，不过奧勒岡州政府强调在其城市发展边界内進行前瞻性的土地規劃以及發展以公共交通為基礎的商住區，為通勤人士提供多種可取的選擇。
據2005年統計資料所顯示，波特蘭地區内巴士、輕軌和有軌電車的乘客佔總通勤人口約13%。TriMet為波特蘭地區提供多條短途巴士綫，以及連接市中心和市郊的輕軌鐵路系統。而波特蘭市政府轄下的有軌電車則連接市内南北區，並由TriMet營運。
道路交通方面，波特蘭大多数街道为传统的棋盆式排列，少数对角线街道连接城市各个部分和郊区，许多桥梁跨越威拉麦狄河和哥伦比亚河。5号州际高速公路从华盛顿州通过波特蘭、威拉麦狄河谷和奧勒岡州南部直达加利福尼亚州。405号州际公路与5号州际公路组成一个环绕波特蘭市中心的高速公路环，而205号州际高速公路則连接波特兰国际机场。26号美国国道从太平洋海岸通过都市地区直到奧勒岡中部，而30号美国国道的主綫、支綫和商業綫均通过波特蘭。
波特蘭的主要机场为波特蘭國際機場，位于市中心东北，駕车约需要20分钟。美鐵亦有提供城際列車服務前往洛杉磯、芝加哥、西雅圖和加拿大的溫哥華等；城際列車停靠市内的聯盟車站。

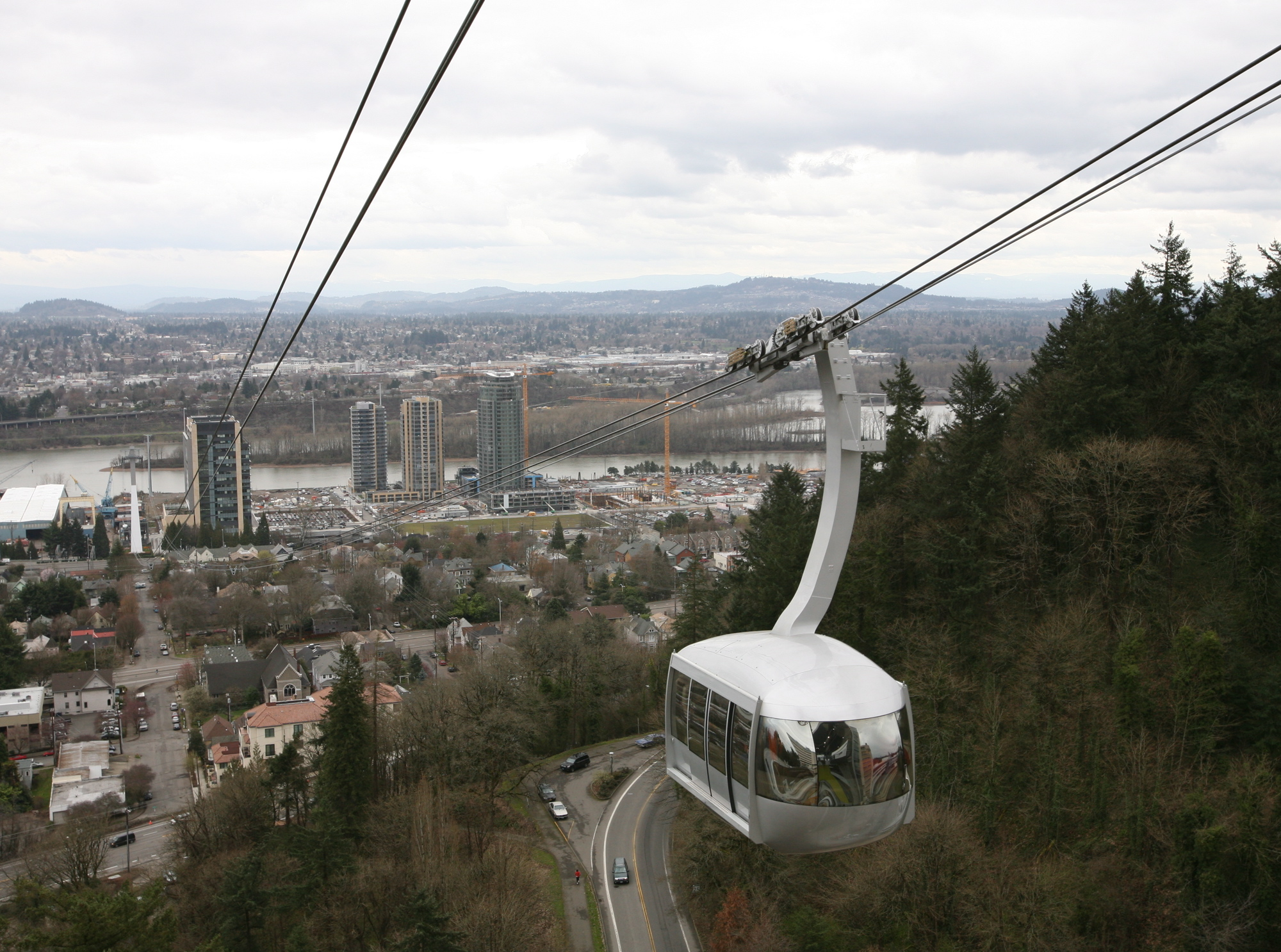
波特蘭空中纜車

市政府大力鼓勵居民於市區内騎自行车，而波特蘭的自行车网路亦被美国单车手联盟所讚頌。波特蘭地區内騎自行车上下班的人佔總通勤人口約3.5%，為全美大城市之冠。市内和近市郊的居民还可以使用分享汽车的方法。此外，市内還有架空纜車連接南河濱區和山上的奧勒岡醫學和科學大學。

## 姊妹城市和友好城市
姊妹城市（9个）
1. 日本札幌市，1959年起
2. 墨西哥瓜达拉哈拉，1983年起
3. 以色列亞實基倫，1987年10月13日起
4. 大韩民国蔚山，1987年11月20日起
5. 中華人民共和國苏州，1988年6月7日起
6. 俄罗斯伯力，1988年6月19日起
7. 中華民國高雄，1988年10月11日起
8. 津巴布韦穆塔雷，1991年起
9. 意大利博洛尼亚，2003年起
10. 马来西亚沙巴州亚庇，2014年起[來源請求]

友好城市
- 荷蘭乌得勒支
- 爱沙尼亚塔林[34]